# Криворічка (річка)
Криворі́чка — річка в Україні, у Поліському районі Київської області. Ліва притока Вересні (басейн Прип'яті).

## Опис
Довжина річки приблизно 3,5 км.

## Розташування
Бере початок на південно-західній околиці Калинівки. Тече переважно на південний схід і на північному сході від Димарки впадає у річку Вересню, праву притоку Ужа.